# Recoubeau-Jansac
Recoubeau-Jansac es una comuna francesa situada en el departamento de Drôme, en la región de Auvernia-Ródano-Alpes.

## Demografía
| 219 | 225 | 203 | 208 | 197 | 207 | 265 |
| Para los censos de 1962 a 1999 la población legal corresponde a la población sin duplicidades (Fuente: INSEE [Consultar]) |     |     |     |     |     |     |